# 格蘭比鎮區 (密蘇里州牛頓縣)
格蘭比鎮區（英語：Granby Township）是位於美國密蘇里州牛頓縣的一個行政鎮區。

## 地方資料
格蘭比鎮區的面積為139.96平方千米，當中陸地面積為139.43平方千米，而水域面積為0.53平方千米。根據2020年美國人口普查的數據，當地共有人口4315人，而人口密度為每平方千米30.83人。